# Pupiales
Pupiales – miasto w Kolumbii, w departamencie Nariño.